# Hurezani, Gorj
Hurezani este satul de reședință al comunei cu același nume din județul Gorj, Oltenia, România. Se află în partea de sud-est a județului,  în Platforma Oltețului din Podișul Getic.

## Vezi și
- Biserica „Sfântul Dumitru” din Hurezani

## Imagini

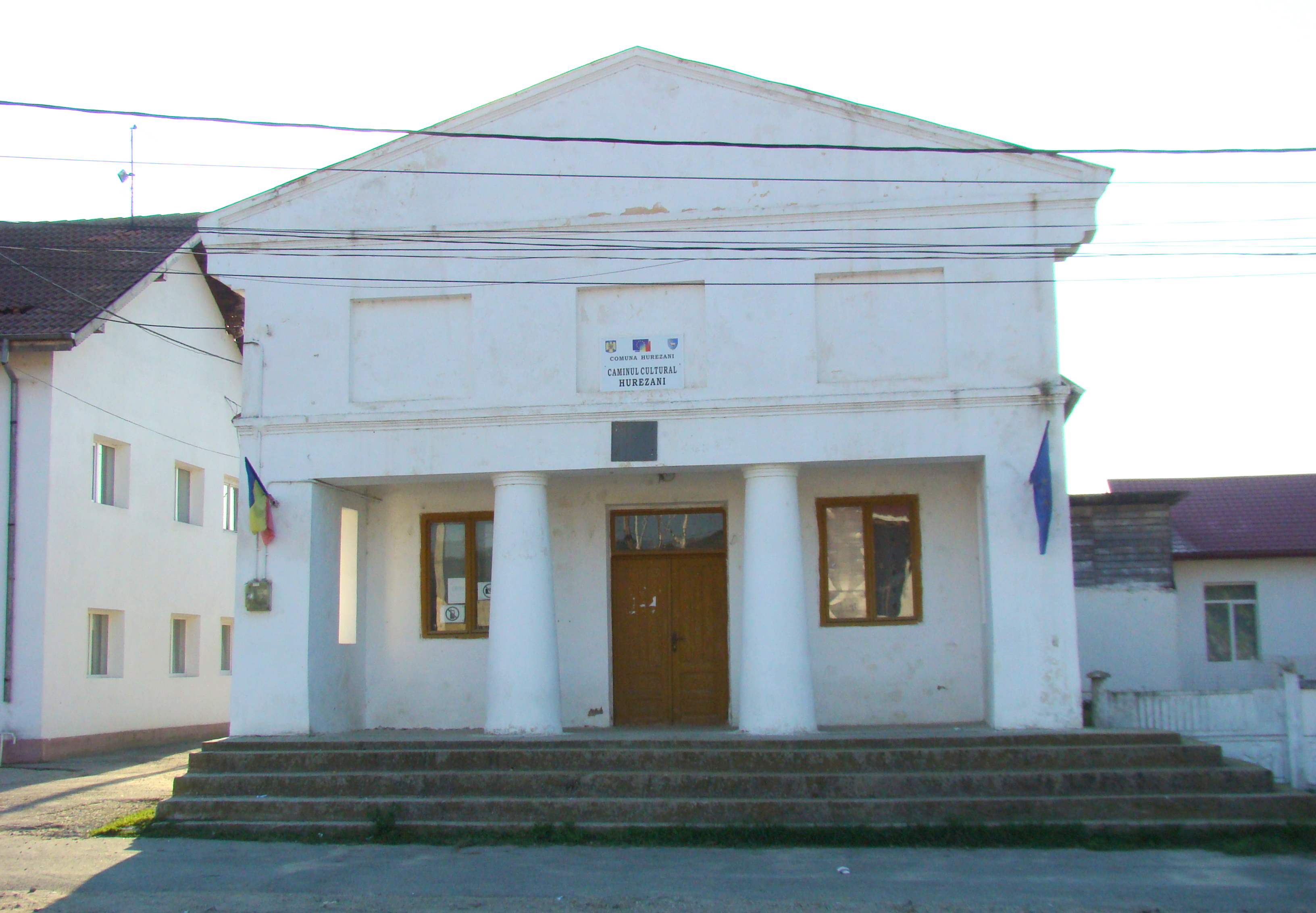
Căminul cultural
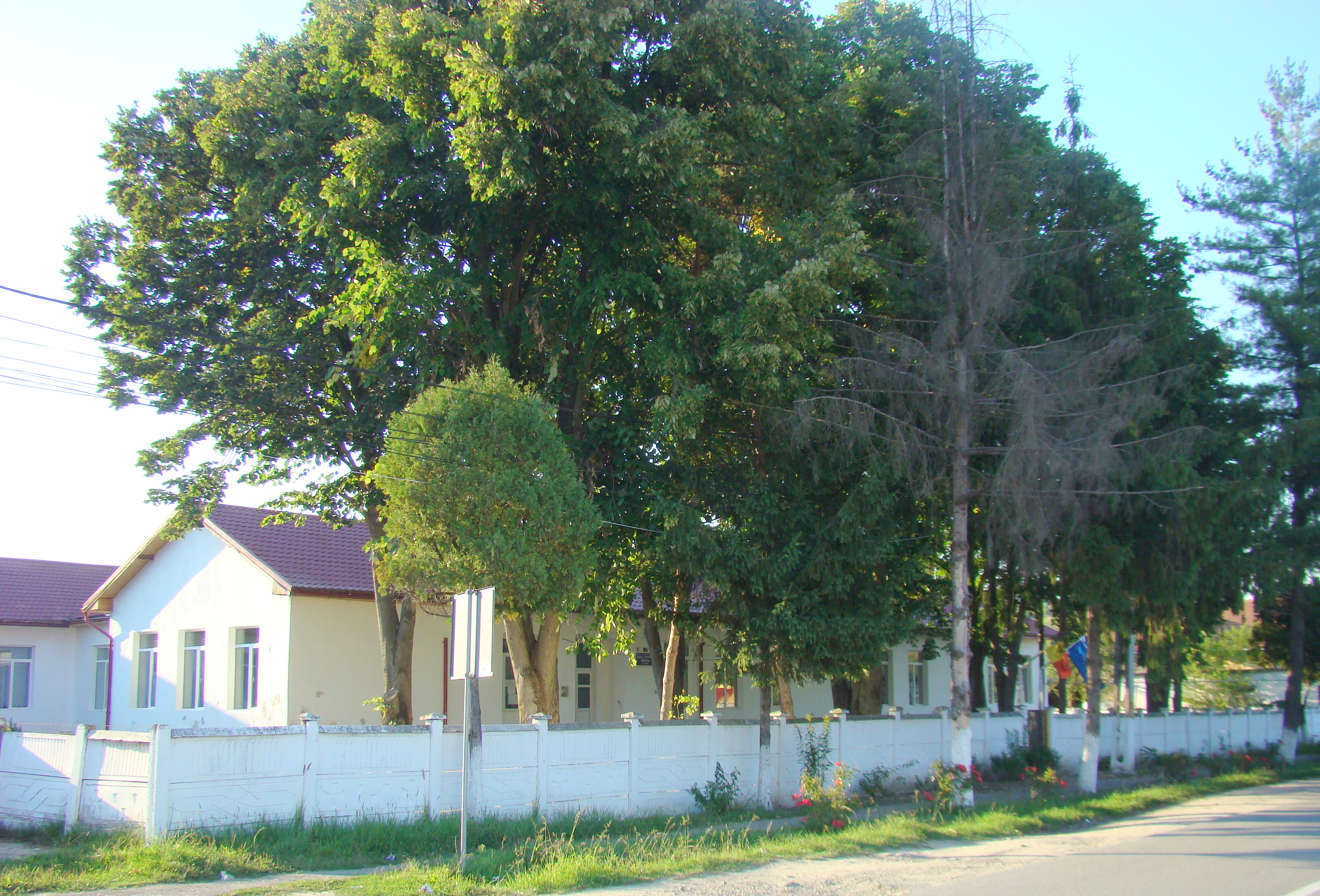
Şcoala
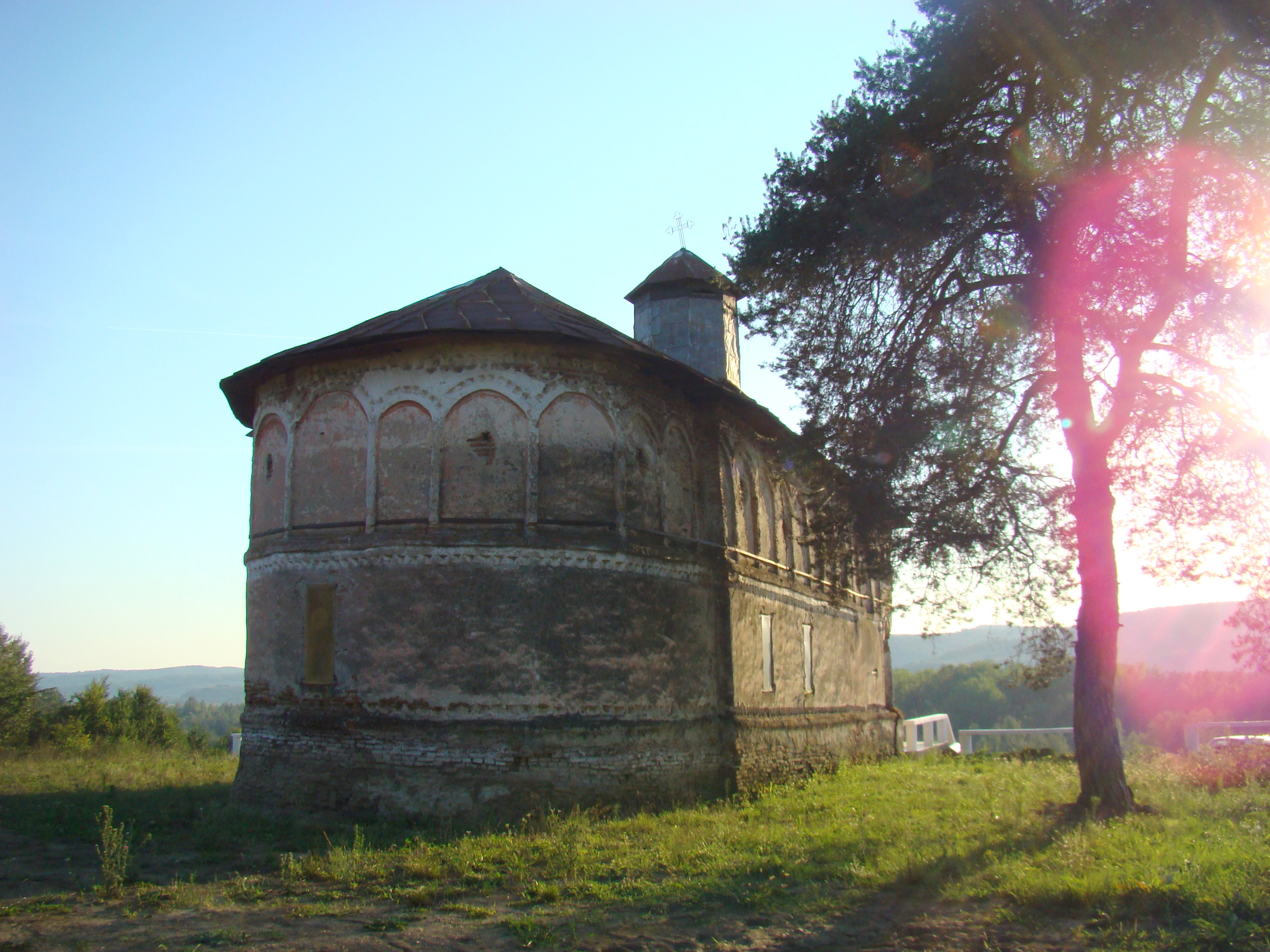
Biserica „Sfântul Dumitru” (monument istoric)
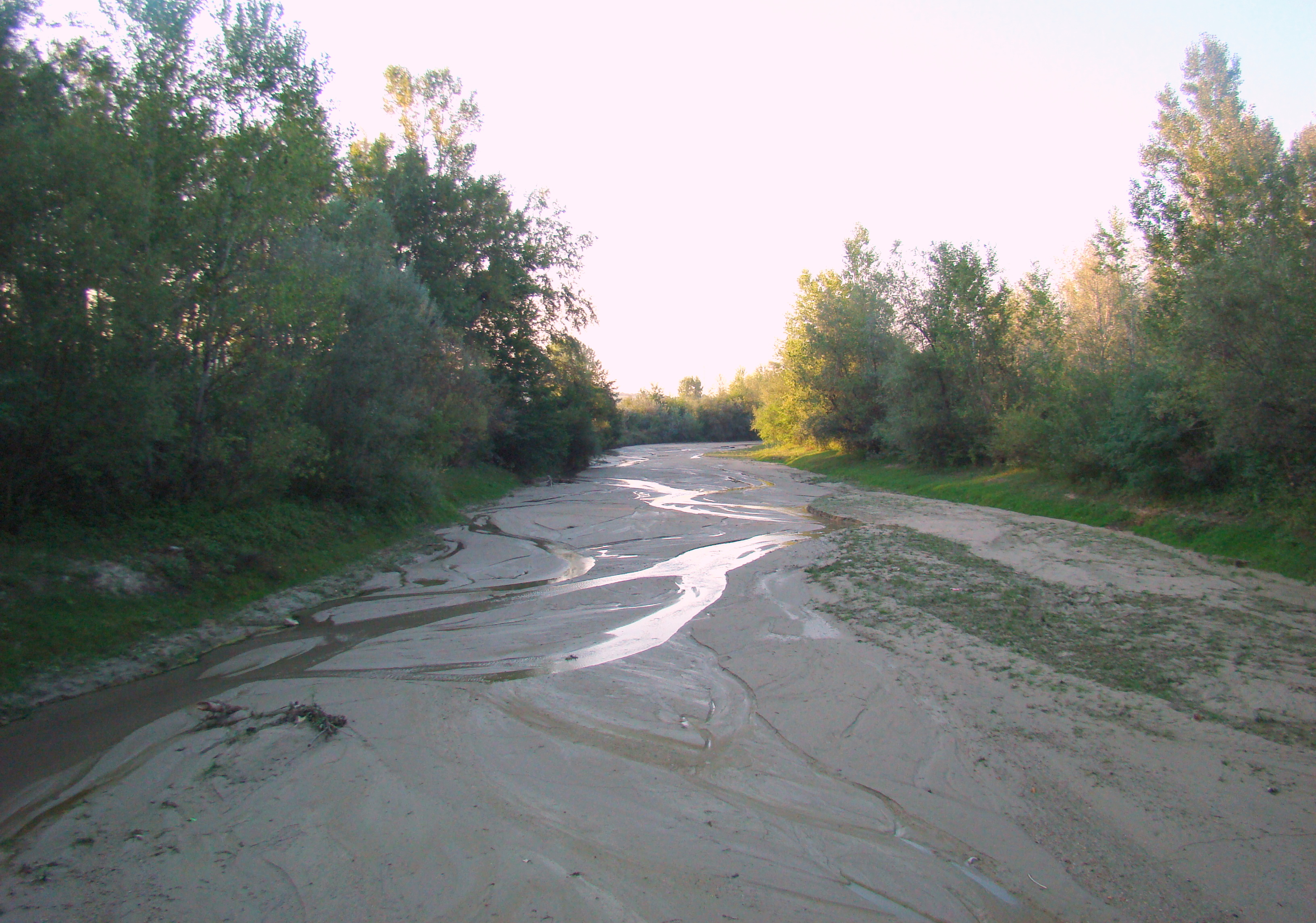
Albia râului Amaradia

 Acest articol despre o localitate din județul Gorj este deocamdată un ciot. Puteți ajuta Wikipedia prin completarea lui.